# Mary Gaitskill
Mary Gaitskill (Lexington; Kentucky, 11 de noviembre de 1954) es una novelista, ensayista y escritora de cuentos cortos estadounidense. Sus obras han aparecido en The New Yorker, Harper's Magazine, Esquire, The Best American Short Stories (1993, 2006, 2012), y The O. Henry Prize Stories (1998, 2008).

## Biografía
Gaitskill nació en Lexington, Kentucky. Ha vivido en Nueva York, Toronto, San Francisco y en el condado de Marin, California. Asistió a la Universidad de Míchigan, donde obtuvo su licenciatura en letras y un premio Hopwood. En San Francisco vendía flores como una adolescente fugitiva. En una conversación con el novelista y escritor de cuentos cortos Matthew Sharpe para la revista BOMB, Gaitskill dijo que eligió convertirse en escritora a la edad de 18 años porque estaba «indignada con las cosas, fue la típica sensación adolescente de que hay cosas malas en el mundo y yo debía decir algo.» Gaitskill también ha contado (en su ensayo «Revelation») su vuelta a ser cristiana a la edad de 21 años y su alejamiento después de seis meses. Contrajo matrimonio con el escritor Peter Trachtenberg en 2001, de quien se separó en 2010. Gaitskill vive en Brooklyn, Nueva York. La película Secretary está basada en su cuento Bad Behavior ("Mal comportamiento").